# Zvezda (ISS)
Zvezda (ryska: Звезда, som betyder Stjärna) eller DOS-8 är en rysk trycksatt modul på den internationella rymdstationen ISS.
Zvezda var den tredje modulen till ISS som sköts upp och detta skedde i juli 2000. 
I Zvezda finns bland annat två sovkabiner, utrustning för fysisk träning som löpband och träningscykel, toalett och annan hygienutrustning, kyl och frys.
Här finns även den ryska huvuddator som kontrollerar navigation och styrning av rymdstationen. På Zvezda finns en anordning som med hjälp av elektrolys ur spillvatten och luftfuktighet utvinner väte och syre. Vätet släpps ut i rymden medan syret återanvänds till luften ombord. Anordningen kan även producera dricksvatten, men normalt dricks färskt vatten som transporterats från Jorden. Anordningen renar även luften ombord från koldioxid. 
Zvezda har två stora och sexton små jetstrålar för att justera rymdstationens omloppsbana. Det finns åtta batterier som lagrar elektrisk ström.
Zvezda har fjorton fönster, bland annat ett i varje sovkabin.
Flera rymdfarare har klagat över buller ombord Zvezda och använt öronproppar.

## Anslutningar
Zvezda har fyra anslutningar: för, akter, zenit (upp) och nadir (under).
- För: Här är modulen Zarja ansluten.
- Akter: Anslutningsplats för de ryska farkosterna Sojuz och/eller Progress och/eller ATV.
- Zenit: Här är Pojsk ansluten.
- Nadir: Här är Nauka ansluten. Fram till den 26 juli 2021 var modulen Pirs ansluten här.

## Dimensioner och vikt
Zvezda är 13,1 meter lång, har en diameter på 4,15 meter och väger ungefär 19 ton.

## Uppskjutning
Zvezda sköts upp den 12 juli 2000, med protonraket. Modulen dockade med Zarja den 26 juli 2000. Den 11 september 2000 gjorde Ed Lu och Jurij Malentjenko under en rymdpromenad (STS-106) de kopplingar som krävs så att man kan röra sig mellan Zarja och Zvezda. STS-106 lämnade sedan den 18 september ISS obemannad. ISS första besättning anlände den 2 november samma år då Sojuz TM-31 dockade med Zvezdas akterport och William Shepherd öppnade luckan.

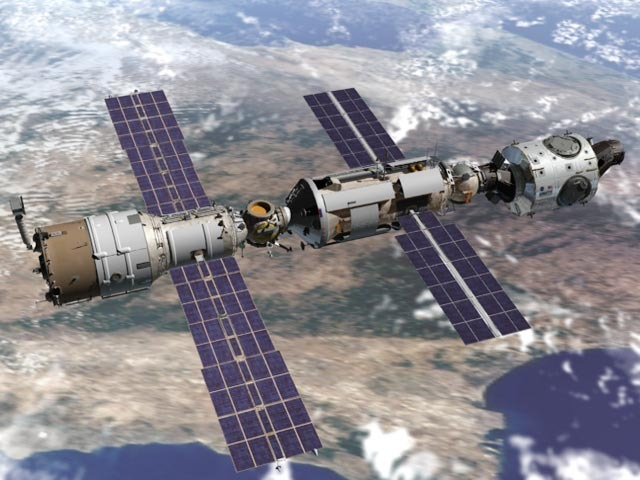
ISS efter dockningen av Zvezda

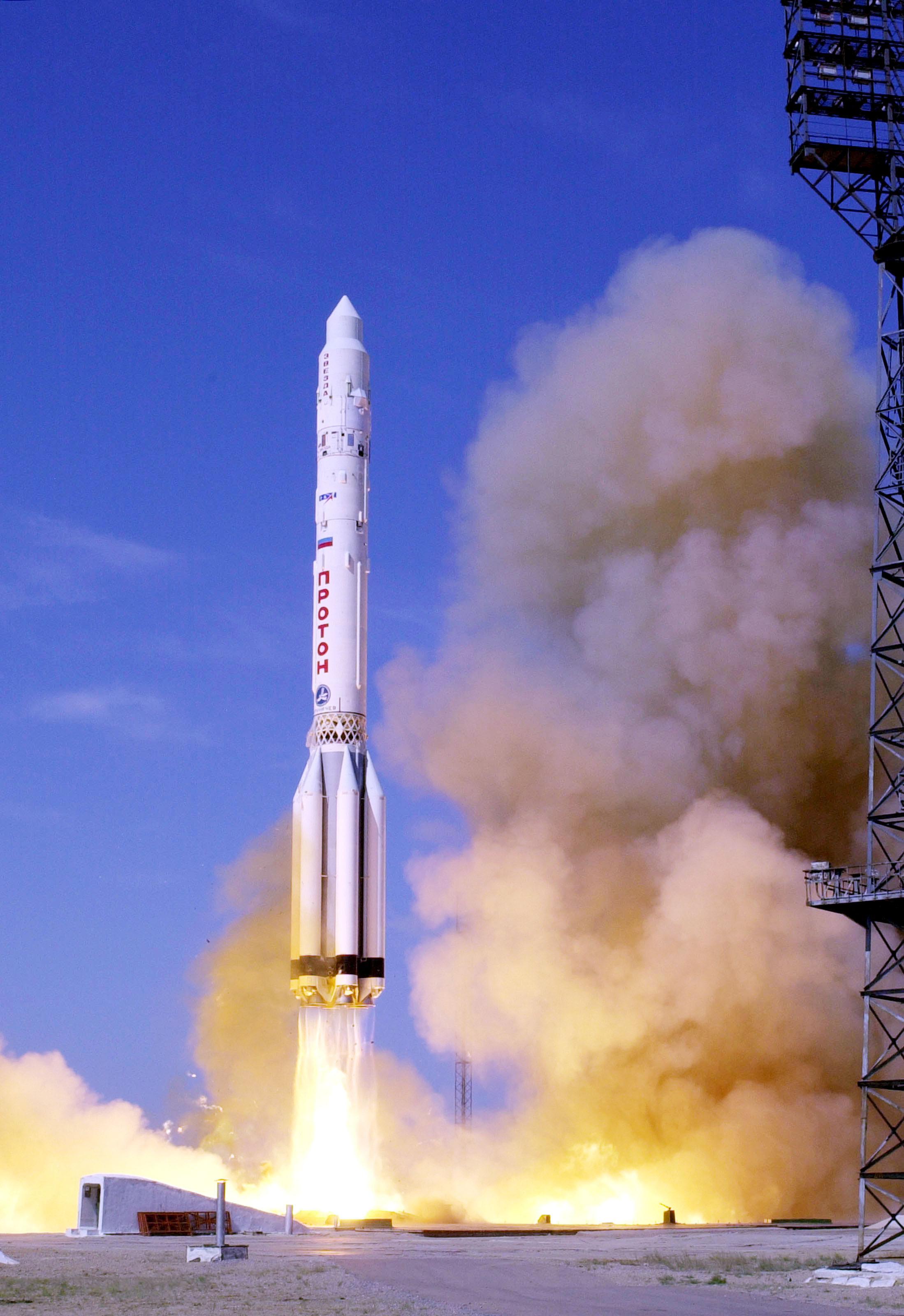
Zvezda skjuts upp den 12 juli 2000

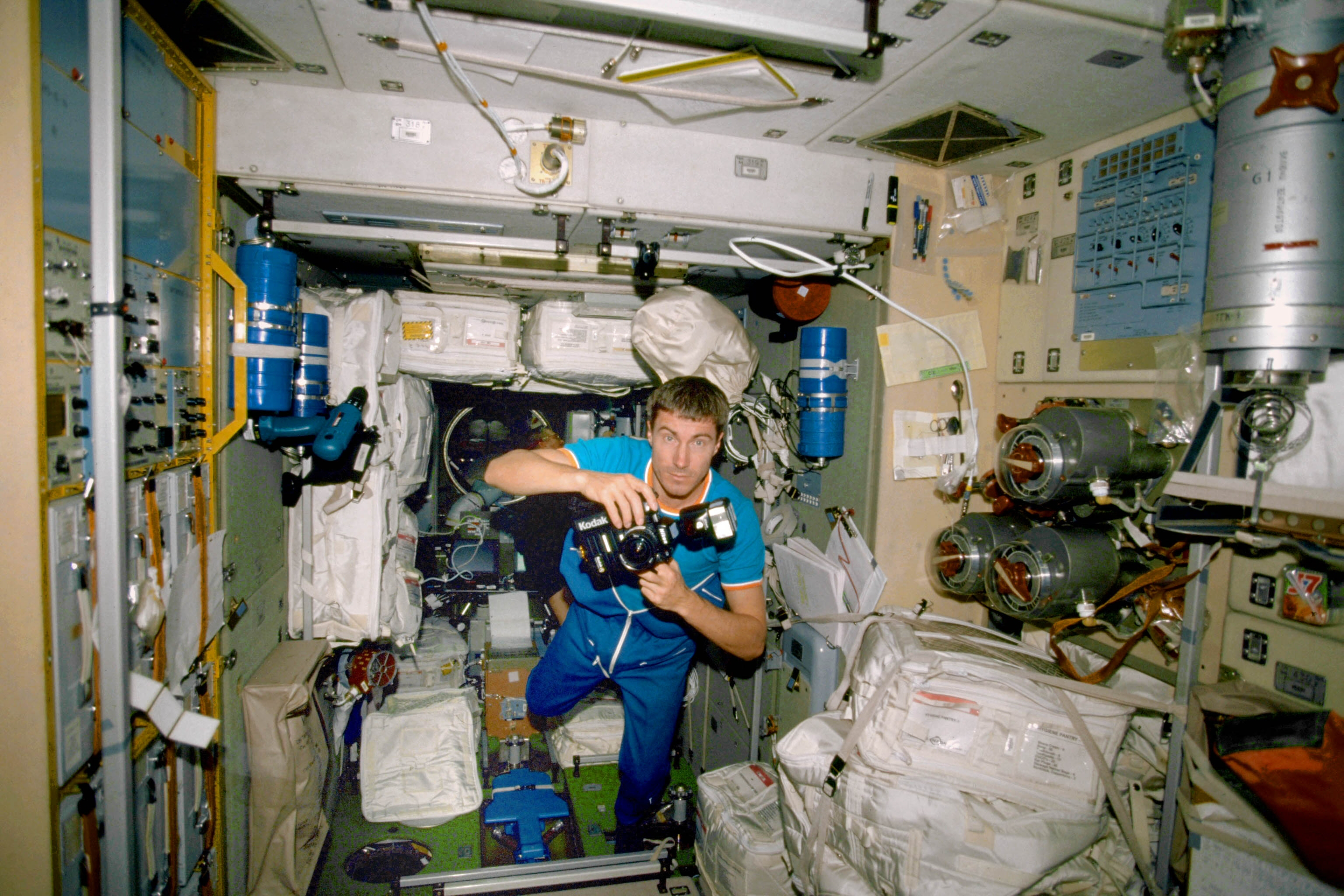
Kosmonaut Sergej Krikaljov ombord Zvezda år 2000.

## Dockningar
|                         | Farkost                  | Port  | Dockning (UTC)              | Urdockning (UTC)            |
| ----------------------- | ------------------------ | ----- | --------------------------- | --------------------------- |
|                         | Zarja                    | För   | 26 juli 2000, 00:44:44      |                             |
|                         | Progress M1-3            | Akter | 8 augusti 2000, 20:12:56    | 1 november 2000, 04:04:49   |
|                         | Progress M-44            | Akter | 28 februari 2001, 09:49:47  | 16 april 2001, 08:47:47     |
|                         | Progress M1-6            | Akter | 23 maj 2001, 00:23:56       | 22 augusti 2001, 06:01:36   |
|                         | Progress M-45            | Akter | 23 augusti 2001, 09:51:11   | 22 november 2001, 16:12:01  |
|                         | Pirs Airlock             | Nadir | 17 september 2001, 01:05:13 | 26 juli 2021, 10:55         |
|                         | Progress M1-7            | Akter | 28 november 2001, 19:43:02  | 19 mars 2002, 17:43:04      |
|                         | Progress M1-8            | Akter | 24 mars 2002, 20:57:56      | 25 juni 2002, 08:25:50      |
|                         | Progress M1-9            | Akter | 29 september 2002, 17:00:54 | 1 februari 2003, 16:00:54   |
|                         | Progress M-47            | Akter | 4 februari 2003, 14:49      | 27 augusti 2003, 22:48:08   |
|                         | Progress M-48            | Akter | 31 augusti 2003, 03:40:45   | 28 januari 2004, 08:35:56   |
|                         | Progress M1-11           | Akter | 31 januari 2004, 13:13:11   | 3 juni 2004, 09:19:29       |
|                         | Progress M-49            | Akter | 27 maj 2004, 13:54:43       | 30 juli 2004, 06:04:48      |
|                         | Progress M-50            | Akter | 14 augusti 2004, 05:01:08   | 22 december 2004, 19:37:01  |
|                         | Progress M-51            | Akter | 25 december 2004, 23:57:45  | 27 februari 2005, 16:06:29  |
|                         | Progress M-52            | Akter | 2 mars 2005, 20:10:08       | 15 juni 2005, 20:16:10      |
|                         | Progress M-53            | Akter | 19 juni 2005, 00:41:31      | 7 september 2005, 10:25:57  |
|                         | Progress M-54            | Akter | 10 september 2005, 14:42:03 | 3 mars 2006, 10:06:10       |
|                         | Sojuz TMA-7              | Akter | 20 mars 2006, 07:11         | 8 april 2006, 20:28         |
|                         | Progress M-56            | Akter | 26 april 2006, 17:41:31     | 19 september 2006, 00:28:17 |
|                         | Sojuz TMA-9              | Akter | 20 september 2006, 05:21    | 10 oktober 2006, 19:14      |
|                         | Progress M-58            | Akter | 26 oktober 2006, 14:29:16   | 27 mars 2007, 18:10:52      |
|                         | Progress M-60            | Akter | 15 maj 2007, 05:09:57       | 19 september 2007, 00:36:51 |
|                         | Progress M-65            | Akter | 17 september 2008, 18:43:08 | 14 november 2008, 16:19:54  |
|                         | ATV-001 Jules Verne      | Akter | 3 april 2008, 14:45:32      | 5 september 2008, 23:29     |
|                         | Progress M-67            | Akter | 29 juli 2009, 11:12:10      | 21 september 2009, 07:24:56 |
|                         | Sojuz TMA-16             | Akter | 2 oktober 2009, 08:35:07    | 21 januari 2010, 10:03:11   |
|                         | Pojsk                    | Zenit | 12 november 2009, 15:41:43  |                             |
|                         | Progress M-04M           | Akter | 5 februari 2010, 04:25:58   | 10 maj 2010, 11:15:32       |
|                         | Sojuz TMA-17             | Akter | 12 maj 2010, 13:53:09       | 2 juni 2010, 00:04:13       |
|                         | Sojuz TMA-19             | Akter | 17 juni 2010, 22:21:05      | 28 juni 2010, 19:13:48      |
|                         | Progress M-06M           | Akter | 4 juli 2010, 16:17:26       | 31 augusti 2010, 11:21:37   |
|                         | Progress M-07M           | Akter | 12 september 2010, 11:57:57 | 20 februari 2011, 13:11:47  |
|                         | ATV-002 Johannes Kepler  | Akter | 24 februari 2011, 15:59:19  | 20 juni 2011, 14:46:33      |
|                         | Progress M-11M           | Akter | 23 juni 2011, 16:37:03      | 23 augusti 2011, 09:37:32   |
|                         | ATV-003 Edoardo Amaldi   | Akter | 28 mars 2012, 22:51         | 28 september 2012, 21:44    |
|                         | Progress M-17M           | Akter | 31 oktober 2012, 13:33      | 15 april 2013, 12:02        |
|                         | ATV-004 Albert Einstein  | Akter | 15 juni 2013, 14:07         | 28 oktober 2013, 08:55      |
|                         | Sojuz TMA-09M            | Akter | 29 maj 2013, 02:10          | 10 november 2013, 23:26     |
|                         | Progress M-21M           | Akter | 29 november 2013, 22:30:20  | 23 april 2014, 08:58:20     |
| 25 april 2014, 12:13:11 | Progress M-21M           | Akter | 9 juni 2014, 13:29:49       |                             |
|                         | ATV-005 Georges Lemaître | Akter | 12 augusti 2014, 13:30      | 14 februari 2015, 13:42     |
|                         | Sojuz TMA-16M            | Akter | 28 augusti 2015             | 11 september 2015, 21:29    |
|                         | Progress M-29M           | Akter | 1 oktober 2015, 22:52       | 30 mars 2016, 14:14         |
|                         | Progress MS-2            | Akter | 2 april 2016, 18:01         | 14 oktober 2016, 09:37      |
|                         | Progress MS-6            | Akter | 16 juni 2017, 11:37         | 28 december 2017, 01:03     |
|                         | Progress MS-8            | Akter | 15 februari 2018, 10:38     | 23 augusti 2018, 02:16      |
|                         | Progress MS-10           | Akter | 18 november 2018, 19:28     | 4 juni 2019, 08:40          |
|                         | Sojuz MS-13              | Akter | 20 juli 2019, 22:48         | 26 augusti 2019             |
|                         | Sojuz MS-14              | Akter | 27 augusti 2019, 03:08      | 6 september 2019, 18:15     |
|                         | Sojuz MS-15              | Akter | 25 september 2019, 19:42    | 17 april 2020, 01:53        |
|                         | Progress MS-14           | Akter | 25 april 2020, 05:12        | 27 april 2021, 23:11:00     |
|                         | Nauka                    | Nadir | 29 juli 2021, 13:29:01      |                             |
|                         | Progress MS-18           | Akter | 30 oktober 2021, 01:31:19   | 1 juni 2022, 08:03          |
|                         | Progress MS-20           | Akter | 3 juni 2022, 13:03          | 7 februari 2023, 04:56      |
|                         | Progress MS-22           | Akter | 11 februari 2023, 08:45     | 20 augusti 2023, 23:50      |
|                         | Progress MS-24           | Akter | 25 augusti 2023, 03:45      | 13 februari 2024, 02:09     |
|                         | Progress MS-26           | Akter | 17 februari 2024, 06:06     | 13 augusti 2024, 02:00      |
|                         | Progress MS-28           | Akter | 17 augusti 2024, 05:53      | 25 februari 2025, 20:17:33  |
|                         | Progress MS-30           | Akter | 1 mars 2025, 23:02          |                             |

### Fotnoter
1. ↑  Manned Astronautics - Figures & Facts, Zvezda Arkiverad 27 oktober 2016 hämtat från the Wayback Machine., läst 17 augusti 2016.
2. ↑  SuzyMcHale.com Arkiverad 21 september 2020 hämtat från the Wayback Machine., läst 17 augusti 2016.
3. ↑  Manned Astronautics - Figures & Facts, Zarja Arkiverad 27 oktober 2016 hämtat från the Wayback Machine., läst 17 augusti 2016.
4. ↑  Manned Astronautics - Figures & Facts, Pirs Arkiverad 27 oktober 2016 hämtat från the Wayback Machine., läst 17 augusti 2016.
5. ↑  Manned Astronautics - Figures & Facts, Poisk Arkiverad 17 juni 2012 hämtat från the Wayback Machine., läst 17 augusti 2016.